# مورای لینستر
مورای لینستر (انگلیسی: Murray Leinster؛ ۱۶ ژوئن ۱۸۹۶ – ۸ ژوئن ۱۹۷۵) یک فیلم‌نامه‌نویس اهل ایالات متحده آمریکا بود.